# Interlands Joegoslavisch voetbalelftal 1940-1949
Deze pagina toont een chronologisch en gedetailleerd overzicht van de interlands die het Joegoslavisch voetbalelftal heeft gespeeld in de periode 1940 – 1949.

## Interlands

### 1940
|                                                                        |                                          |       |                                                 | |
| 31 maart Danube Cup 1940/41 № 104 «onderlinge duels» 16:45 uur (UTC+2) | Roemenië                                 | 3 – 3 | Joegoslavië                                     | Stadionul Oficiul Național de Educație Fizică, Boekarest Toeschouwers: 25.000 Scheidsrechter: Lajos Rubint (HUN) |
| 31 maart Danube Cup 1940/41 № 104 «onderlinge duels» 16:45 uur (UTC+2) | Silviu Bindea 25', 67' Iuliu Baratki 44' |       | 12', 60' Svetislav Valjarević 41' Vojin Božović | Stadionul Oficiul Național de Educație Fizică, Boekarest Toeschouwers: 25.000 Scheidsrechter: Lajos Rubint (HUN) |

|                                                                       |                  |       |                                        |                                                                                  |
| 14 april Vriendschappelijk № 105 «onderlinge duels» 16:30 uur (UTC+2) | Duitsland        | 1 – 2 | Joegoslavië                            | Praterstadion, Wenen Toeschouwers: 60.000 Scheidsrechter: Generoso Dattilo (ITA) |
| 14 april Vriendschappelijk № 105 «onderlinge duels» 16:30 uur (UTC+2) | Ernst Lehner 67' |       | 24' Svetislav Glišović 38' Franjo Wölf | Praterstadion, Wenen Toeschouwers: 60.000 Scheidsrechter: Generoso Dattilo (ITA) |

|                                                                            |                         |       |                                        |                                                                                   |
| 22 september Danube Cup 1940/41 № 106 «onderlinge duels» 15:30 uur (UTC+1) | Joegoslavië             | 1 – 2 | Roemenië                               | Stadion BSK, Belgrado Toeschouwers: 12.000 Scheidsrechter: Generoso Dattilo (ITA) |
| 22 september Danube Cup 1940/41 № 106 «onderlinge duels» 15:30 uur (UTC+1) | Aleksandar Petrović 17' |       | 41' Gheorghe Popescu 51' Ionică Bogdan | Stadion BSK, Belgrado Toeschouwers: 12.000 Scheidsrechter: Generoso Dattilo (ITA) |

|                                                                            |           |       |             |                                                                                       |
| 29 september Danube Cup 1940/41 № 107 «onderlinge duels» 15:30 uur (UTC+1) | Hongarije | 0 – 0 | Joegoslavië | Üllői úti stadion, Boedapest Toeschouwers: 23.000 Scheidsrechter: Alois Beranek (AUT) |
| 29 september Danube Cup 1940/41 № 107 «onderlinge duels» 15:30 uur (UTC+1) |           |       |             | Üllői úti stadion, Boedapest Toeschouwers: 23.000 Scheidsrechter: Alois Beranek (AUT) |

|                                                                         |                                          |       |           |                                                                                    |
| 3 november Vriendschappelijk № 108 «onderlinge duels» 14:30 uur (UTC+1) | Joegoslavië                              | 2 – 0 | Duitsland | Tratinska cesta, Zagreb Toeschouwers: 15.000 Scheidsrechter: Giuseppe Scarpi (ITA) |
| 3 november Vriendschappelijk № 108 «onderlinge duels» 14:30 uur (UTC+1) | Vojin Božović 44' Zvonko Cimermančić 63' |       |           | Tratinska cesta, Zagreb Toeschouwers: 15.000 Scheidsrechter: Giuseppe Scarpi (ITA) |

### 1941
|                                                                        |                          |       |                   |                                                                                    |
| 23 maart Danube Cup 1940/41 № 109 «onderlinge duels» 15:30 uur (UTC+1) | Joegoslavië              | 1 – 1 | Hongarije         | BSK Stadion, Belgrado Toeschouwers: 18.000 Scheidsrechter: Raffaele Scorzoni (ITA) |
| 23 maart Danube Cup 1940/41 № 109 «onderlinge duels» 15:30 uur (UTC+1) | Svetislav Valjarević 43' |       | 8' László Gyetvai | BSK Stadion, Belgrado Toeschouwers: 18.000 Scheidsrechter: Raffaele Scorzoni (ITA) |

### 1942
Geen interlands gespeeld.

### 1943
Geen interlands gespeeld.

### 1944
Geen interlands gespeeld.

### 1945
Geen interlands gespeeld.

### 1946
|                                                                    |                   |                                     |             |                                                                                 |
| 9 mei Vriendschappelijk № 110 «onderlinge duels» 17:30 uur (UTC+2) | Tsjecho-Slowakije | 0 – 2                               | Joegoslavië | Letenský Stadion, Praag Toeschouwers: 45.000 Scheidsrechter: Mika Popović (YUG) |
| 9 mei Vriendschappelijk № 110 «onderlinge duels» 17:30 uur (UTC+2) |                   | 52' Kosta Tomašević 82' Rajko Mitić |             | Letenský Stadion, Praag Toeschouwers: 45.000 Scheidsrechter: Mika Popović (YUG) |

|                                                                           |                                                         |       |                                        |                                                                               |
| 29 september Vriendschappelijk № 111 «onderlinge duels» 15:00 uur (UTC+1) | Joegoslavië                                             | 4 – 2 | Tsjecho-Slowakije                      | Stadion CDJA, Belgrado Toeschouwers: 30.000 Scheidsrechter: Jan Roskota (TCH) |
| 29 september Vriendschappelijk № 111 «onderlinge duels» 15:00 uur (UTC+1) | Rajko Mitić 3' Frane Matošić 21', 68' Stjepan Bobek 80' |       | 1' Ferdinand Plánický 90' Miloš Klimek | Stadion CDJA, Belgrado Toeschouwers: 30.000 Scheidsrechter: Jan Roskota (TCH) |

|                                                                      |                                |       |                                                          |                                                                                    |
| 7 oktober Balkan Cup 1946 № 112 «onderlinge duels» 15:00 uur (UTC+1) | Albanië                        | 2 – 3 | Joegoslavië                                              | Qemal Stafastadion, Tirana Toeschouwers: 20.000 Scheidsrechter: Radu Istrate (ROU) |
| 7 oktober Balkan Cup 1946 № 112 «onderlinge duels» 15:00 uur (UTC+1) | Pal Mirashi 6' Qamil Teliti 8' |       | 49' Frane Matošić 52' Stjepan Bobek 57' Zlatko Čajkovski | Qemal Stafastadion, Tirana Toeschouwers: 20.000 Scheidsrechter: Radu Istrate (ROU) |

|                                                                       |                                     |       |                      |                                                                                       |
| 11 oktober Balkan Cup 1946 № 113 «onderlinge duels» 15:00 uur (UTC+1) | Roemenië                            | 2 – 1 | Joegoslavië          | Qemal Stafastadion, Tirana Toeschouwers: 25.000 Scheidsrechter: Andrey Zlatarev (BUL) |
| 11 oktober Balkan Cup 1946 № 113 «onderlinge duels» 15:00 uur (UTC+1) | Nicolae Reuter 18' Iosif Fabian 24' |       | 42' Kiril Simonovski | Qemal Stafastadion, Tirana Toeschouwers: 25.000 Scheidsrechter: Andrey Zlatarev (BUL) |

|                                                                       |                   |       |                         |                                                                                      |
| 12 oktober Balkan Cup 1946 № 114 «onderlinge duels» 15:00 uur (UTC+1) | Bulgarije         | 1 – 2 | Joegoslavië             | Qemal Stafastadion, Tirana Toeschouwers: 25.000 Scheidsrechter: Qazim Dervishi (ALB) |
| 12 oktober Balkan Cup 1946 № 114 «onderlinge duels» 15:00 uur (UTC+1) | Bozhin Laskov 88' |       | 35', 70' Božidar Sandić | Qemal Stafastadion, Tirana Toeschouwers: 25.000 Scheidsrechter: Qazim Dervishi (ALB) |

### 1947
|                                                                     |                                        |       |                   |                                                                                     |
| 11 mei Vriendschappelijk № 115 «onderlinge duels» 17:30 uur (UTC+2) | Tsjecho-Slowakije                      | 3 – 1 | Joegoslavië       | Letenský Stadion, Praag Toeschouwers: 57.000 Scheidsrechter: Nikolay Latyshev (URS) |
| 11 mei Vriendschappelijk № 115 «onderlinge duels» 17:30 uur (UTC+2) | Josef Bican 23', 89' Jaroslav Cejp 37' |       | 89' Stjepan Bobek | Letenský Stadion, Praag Toeschouwers: 57.000 Scheidsrechter: Nikolay Latyshev (URS) |

|                                                                    |                  |       |                                           |                                                                                   |
| 22 juni Balkan Cup 1947 № 116 «onderlinge duels» 18:00 uur (UTC+2) | Roemenië         | 1 – 3 | Joegoslavië                               | Giuleștistadion, Boekarest Toeschouwers: 25.000 Scheidsrechter: Imre Molnár (HUN) |
| 22 juni Balkan Cup 1947 № 116 «onderlinge duels» 18:00 uur (UTC+2) | Iuliu Farkas 42' |       | 37', 53' Stjepan Bobek 39' Jovan Jezerkić | Giuleștistadion, Boekarest Toeschouwers: 25.000 Scheidsrechter: Imre Molnár (HUN) |

|                                                                    |                                                |       |                                                      |                                                                                      |
| 29 juni Balkan Cup 1947 № 117 «onderlinge duels» 17:30 uur (UTC+1) | Joegoslavië                                    | 2 – 3 | Hongarije                                            | Stadion CDJA, Belgrado Toeschouwers: 35.000 Scheidsrechter: Constantin Iliescu (ROU) |
| 29 juni Balkan Cup 1947 № 117 «onderlinge duels» 17:30 uur (UTC+1) | Zvonko Cimermančić 36' Prvoslav Mihajlović 60' |       | 33' Gyula Szilágyi 47' Ferenc Puskás 84' István Mike | Stadion CDJA, Belgrado Toeschouwers: 35.000 Scheidsrechter: Constantin Iliescu (ROU) |

|                                                       |                                       |       |                                                                         |                                                                                      |
| 14 september Balkan Cup 1947 № 118 «onderlinge duels» | Albanië                               | 2 – 4 | Joegoslavië                                                             | Qemal Stafastadion, Tirana Toeschouwers: 20.000 Scheidsrechter: Viktor Vrhovac (YUG) |
| 14 september Balkan Cup 1947 № 118 «onderlinge duels» | Loro Boriçi 13' Aristidh Parapani 65' |       | 23' Stjepan Bobek 27' Jozo Krnić 31' Rajko Mitić 44' Zvonko Cimermančić | Qemal Stafastadion, Tirana Toeschouwers: 20.000 Scheidsrechter: Viktor Vrhovac (YUG) |

|                                                                       |                              |       |                       |                                                                                 |
| 12 oktober Balkan Cup 1947 № 119 «onderlinge duels» 15:00 uur (UTC+1) | Joegoslavië                  | 2 – 1 | Bulgarije             | Stadion NK Zagreb, Zagreb Toeschouwers: 15.000 Scheidsrechter: Béla Barna (HUN) |
| 12 oktober Balkan Cup 1947 № 119 «onderlinge duels» 15:00 uur (UTC+1) | Prvoslav Mihajlović 18', 43' |       | 12' Trendafil Stankov | Stadion NK Zagreb, Zagreb Toeschouwers: 15.000 Scheidsrechter: Béla Barna (HUN) |

|                                                                         |                                                                         |       |                    |                                                                                      |
| 19 oktober Vriendschappelijk № 120 «onderlinge duels» 15:15 uur (UTC+1) | Joegoslavië                                                             | 7 – 1 | Polen              | Stadion CDJA, Belgrado Toeschouwers: 25.000 Scheidsrechter: Constantin Iliescu (ROU) |
| 19 oktober Vriendschappelijk № 120 «onderlinge duels» 15:15 uur (UTC+1) | Stjepan Bobek 4', 35' Jovan Jezerkić 10', 20', 21', 28' Rajko Mitić 11' |       | 78' Gerard Cieślik | Stadion CDJA, Belgrado Toeschouwers: 25.000 Scheidsrechter: Constantin Iliescu (ROU) |

### 1948
|                                                                    |             |       |         |                                                                         |
| 27 juni Balkan Cup 1948 № 121 «onderlinge duels» 17:00 uur (UTC+1) | Joegoslavië | 0 – 0 | Albanië | Avala, Belgrado Toeschouwers: 25.000 Scheidsrechter: Nikola Gelev (BUL) |
| 27 juni Balkan Cup 1948 № 121 «onderlinge duels» 17:00 uur (UTC+1) |             |       |         | Avala, Belgrado Toeschouwers: 25.000 Scheidsrechter: Nikola Gelev (BUL) |

|                                                 |                   |       |                                                       |                                                                                    |
| 4 juli Balkan Cup 1948 № 122 «onderlinge duels» | Bulgarije         | 1 – 3 | Joegoslavië                                           | Joenakstadion, Sofia Toeschouwers: 30.000 Scheidsrechter: Constantin Iliescu (ROU) |
| 4 juli Balkan Cup 1948 № 122 «onderlinge duels» | Petar Argirov 32' |       | 41' Franjo Wölfl 54' Rajko Mitić 72' Željko Čajkovski | Joenakstadion, Sofia Toeschouwers: 30.000 Scheidsrechter: Constantin Iliescu (ROU) |

| Olympische Spelen 1948 |
| ---------------------- |

|                                                                                   |                      |       | |                                                                                     |
| 31 juli Olympische Spelen Eerste ronde № 123 «onderlinge duels» 18:30 uur (UTC+1) | Luxemburg            | 1 – 6 | Joegoslavië                                                                                              | Craven Cottage, Londen Toeschouwers: 6.600 Scheidsrechter: Karel van der Meer (NED) |
| 31 juli Olympische Spelen Eerste ronde № 123 «onderlinge duels» 18:30 uur (UTC+1) | Fernand Schammel 10' |       | 57' Branko Stanković 61' Prvoslav Mihajlović 65', 70' Željko Čajkovski 74' Rajko Mitić 87' Stjepan Bobek | Craven Cottage, Londen Toeschouwers: 6.600 Scheidsrechter: Karel van der Meer (NED) |

|                                                                                     |                   |       |                                                         |                                                                         |
| 5 augustus Olympische Spelen Kwartfinale № 124 «onderlinge duels» 18:30 uur (UTC+1) | Turkije           | 1 – 3 | Joegoslavië                                             | Lynn Road, Londen Toeschouwers: 8.000 Scheidsrechter: Victor Sdez (FRA) |
| 5 augustus Olympische Spelen Kwartfinale № 124 «onderlinge duels» 18:30 uur (UTC+1) | Şükrü Gülesin 33' |       | 21' Željko Čajkovski 60' Stjepan Bobek 80' Franjo Wölfl | Lynn Road, Londen Toeschouwers: 8.000 Scheidsrechter: Victor Sdez (FRA) |

|                                                                    |                   |       |                                                    | |
| 11 augustus Olympische Spelen Halve finale № 125 18:30 uur (UTC+1) | Groot-Brittannië  | 1 – 3 | Joegoslavië                                        | British Empire Exhibition Stadium, Londen Toeschouwers: 40.000 Scheidsrechter: Karel van der Meer (NED) |
| 11 augustus Olympische Spelen Halve finale № 125 18:30 uur (UTC+1) | Frank Donovan 20' |       | 19' Stjepan Bobek 24' Franjo Wölfl 48' Rajko Mitić | British Empire Exhibition Stadium, Londen Toeschouwers: 40.000 Scheidsrechter: Karel van der Meer (NED) |

|                                                                                 |                                                |       |                   |                                                                                                   |
| 13 augustus Olympische Spelen Finale № 126 «onderlinge duels» 18:30 uur (UTC+1) | Zweden                                         | 3 – 1 | Joegoslavië       | British Empire Exhibition Stadium, Londen Toeschouwers: 60.000 Scheidsrechter: William Ling (ENG) |
| 13 augustus Olympische Spelen Finale № 126 «onderlinge duels» 18:30 uur (UTC+1) | Gunnar Gren 24', 67' (pen.) Gunnar Nordahl 48' |       | 42' Stjepan Bobek | British Empire Exhibition Stadium, Londen Toeschouwers: 60.000 Scheidsrechter: William Ling (ENG) |

|  |  |  |  |  |  |  |  |  |

|                                                                        |       |                 |             |                                                                                              |
| 25 augustus Balkan Cup 1948 № 127 «onderlinge duels» 17:30 uur (UTC+2) | Polen | 0 – 1           | Joegoslavië | Wojska Polskiegostadion, Warschau Toeschouwers: 38.000 Scheidsrechter: Jozef Nemčovský (TCH) |
| 25 augustus Balkan Cup 1948 № 127 «onderlinge duels» 17:30 uur (UTC+2) |       | 24' Rajko Mitić |             | Wojska Polskiegostadion, Warschau Toeschouwers: 38.000 Scheidsrechter: Jozef Nemčovský (TCH) |

### 1949
|                                                                      |                  |       |                                                        |                                                                                 |
| 19 juni Vriendschappelijk № 128 «onderlinge duels» 18:15 uur (UTC+1) | Noorwegen        | 1 – 3 | Joegoslavië                                            | Ullevaalstadion, Oslo Toeschouwers: 23.163 Scheidsrechter: Klaas Schipper (NED) |
| 19 juni Vriendschappelijk № 128 «onderlinge duels» 18:15 uur (UTC+1) | Per Bredesen 60' |       | 76' Rajko Mitić 84' Stjepan Bobek 88' Zlatko Čajkovski | Ullevaalstadion, Oslo Toeschouwers: 23.163 Scheidsrechter: Klaas Schipper (NED) |

|                                                                             |                                                                                      |       |        |                                                                             |
| 21 augustus WK 1950 kwalificatie № 129 «onderlinge duels» 16:15 uur (UTC+1) | Joegoslavië                                                                          | 6 – 0 | Israël | Avala, Belgrado Toeschouwers: 35.000 Scheidsrechter: Giovanni Galeati (ITA) |
| 21 augustus WK 1950 kwalificatie № 129 «onderlinge duels» 16:15 uur (UTC+1) | Mišo Pajević 12', 19', 26' Božidar Senčar 44' Željko Čajkovski 63' Stjepan Bobek 83' |       |        | Avala, Belgrado Toeschouwers: 35.000 Scheidsrechter: Giovanni Galeati (ITA) |

|                                                                              |                          |       |                                                                                  |                                                                                        |
| 18 september WK 1950 kwalificatie № 130 «onderlinge duels» 16:30 uur (UTC+3) | Israël                   | 2 – 5 | Joegoslavië                                                                      | Maccabiahstadion, Tel Aviv Toeschouwers: 20.000 Scheidsrechter: József Künsztler (CYP) |
| 18 september WK 1950 kwalificatie № 130 «onderlinge duels» 16:30 uur (UTC+3) | Yehoshua Glazer 65', 76' |       | 19', 64' Marko Valok 20' Stjepan Bobek 41' Zlatko Čajkovski 82' Željko Čajkovski | Maccabiahstadion, Tel Aviv Toeschouwers: 20.000 Scheidsrechter: József Künsztler (CYP) |

|                                                                           |                      |       |                   |                                                                                      |
| 9 oktober WK 1950 kwalificatie № 131 «onderlinge duels» 15:00 uur (UTC+1) | Frankrijk            | 1 – 1 | Joegoslavië       | Stadion CDJA, Belgrado Toeschouwers: 45.000 Scheidsrechter: Karel van der Meer (NED) |
| 9 oktober WK 1950 kwalificatie № 131 «onderlinge duels» 15:00 uur (UTC+1) | Željko Čajkovski 36' |       | 55' Henri Baillot | Stadion CDJA, Belgrado Toeschouwers: 45.000 Scheidsrechter: Karel van der Meer (NED) |

|                                                                            |                  |       |                   |                                                                                                  |
| 30 oktober WK 1950 kwalificatie № 132 «onderlinge duels» 15:00 uur (UTC+1) | Frankrijk        | 1 – 1 | Joegoslavië       | Stade olympique Yves-du-Manoir, Colombes Toeschouwers: 53.569 Scheidsrechter: Eugen Scherz (SUI) |
| 30 oktober WK 1950 kwalificatie № 132 «onderlinge duels» 15:00 uur (UTC+1) | Henri Baillot 9' |       | 44' Stjepan Bobek | Stade olympique Yves-du-Manoir, Colombes Toeschouwers: 53.569 Scheidsrechter: Eugen Scherz (SUI) |

|                                                                          |                                        |       |                                                |                                                                                  |
| 13 november Vriendschappelijk № 133 «onderlinge duels» 14:00 uur (UTC+1) | Joegoslavië                            | 2 – 5 | Oostenrijk                                     | Stadion CDJA, Belgrado Toeschouwers: 50.000 Scheidsrechter: Agostino Gamba (ITA) |
| 13 november Vriendschappelijk № 133 «onderlinge duels» 14:00 uur (UTC+1) | Željko Čajkovski 35' Stjepan Bobek 61' |       | 24', 28', 69' Karl Decker 38', 73' Dolfi Huber | Stadion CDJA, Belgrado Toeschouwers: 50.000 Scheidsrechter: Agostino Gamba (ITA) |

|                                                                             |                                  |              |                                                           |                                                                                       |
| 11 december WK 1950 kwalificatie № 134 «onderlinge duels» 14:00 uur (UTC+1) | Frankrijk                        | 2 – 3 (n.v.) | Joegoslavië                                               | Stadio Comunale, Florence Toeschouwers: 25.000 Scheidsrechter: Giovanni Galeati (ITA) |
| 11 december WK 1950 kwalificatie № 134 «onderlinge duels» 14:00 uur (UTC+1) | Maik Walter 13' Jean Luciano 83' |              | 12', 84' (pen.) Prvoslav Mihajlović 114' Željko Čajkovski | Stadio Comunale, Florence Toeschouwers: 25.000 Scheidsrechter: Giovanni Galeati (ITA) |

Albanië · België · Bulgarije · Denemarken · Duitsland · Engeland · Estland · Finland · Frankrijk · Griekenland · Hongarije · Ierland · IJsland · Israël · Italië · Joegoslavië · Kroatië · Letland · Litouwen · Luxemburg · Nederland · Noord-Ierland · Noorwegen · Oostenrijk · Polen · Portugal · Roemenië · Schotland · Slowakije · Spanje · Tsjecho-Slowakije · Turkije · Wales · Zweden · Zwitserland
FSJ · A-internationals · Bondscoaches · Selecties · Joegoslavisch vrouwenelftal · Joegoslavië U21 · Joegoslavië U19 · Joegoslavië U18 · Joegoslavië U17 · Joegoslavië U16
1920 – 1929 ·
1930 – 1939 ·
1940 – 1949 ·
1950 – 1959 ·
1960 – 1969 ·
1970 – 1979 ·
1980 – 1989 ·
1990 – 1999 ·
2000 – 2002
EK 1960 · 
EK 1968 · 
EK 1976 · 
EK 1984 · 
EK 2000
WK 1930 · 
WK 1950 · 
WK 1954 · 
WK 1958 · 
WK 1962 · 
WK 1974 · 
WK 1982 · 
WK 1990 · 
WK 1998 · 
OS 1920 · 
OS 1924 · 
OS 1928 · 
OS 1948 · 
OS 1952 · 
OS 1956 · 
OS 1960 · 
OS 1980 · 
OS 1984 · 
OS 1988
1920 · 
1921 · 
1922 · 
1923 · 
1924 · 
1925 · 
1926 · 
1927 · 
1928 · 
1929 · 
1930 · 
1931 · 
1932 · 
1933 · 
1934 · 
1935 · 
1936 · 
1937 · 
1938 · 
1939 · 
1940 · 
1941 · 
1942 · 1943 · 1944 · 1945 · 
1946 · 
1947 · 
1948 · 
1949 · 
1950 · 
1952 · 
1952 · 
1953 · 
1954 · 
1955 · 
1956 · 
1957 · 
1958 · 
1959 · 
1960 · 
1961 · 
1962 · 
1963 · 
1964 · 
1965 · 
1966 · 
1967 · 
1968 · 
1969 · 
1970 · 
1971 · 
1972 · 
1973 · 
1974 · 
1975 · 
1976 · 
1977 · 
1978 · 
1979 · 
1980 · 
1981 · 
1982 · 
1983 · 
1984 · 
1985 · 
1986 · 
1987 · 
1988 · 
1989 · 
1990 · 
1991 · 
1992 · 
1993 · 
1994 · 
1995 · 
1996 · 
1997 · 
1998 · 
1999 · 
2000 · 
2001 · 
2002 · 
Albanië ·
Algerije ·
Argentinië ·
Bangladesh ·
België ·
Bolivia ·
Bosnië en Herzegovina · 
Brazilië ·
Bulgarije ·
Canada ·
Chili ·
China ·
Colombia ·
Congo-Kinshasa ·
Costa Rica ·
Cyprus ·
Denemarken ·
DDR ·
Duitsland ·
Ecuador ·
Egypte ·
El Salvador · 
Engeland ·
Ethiopië ·
Faeröer ·
Finland ·
Frankrijk ·
Ghana · 
Griekenland ·
Honduras ·
Hongarije ·
Hongkong ·
Ierland ·
Indonesië ·
Iran ·
Israël ·
Italië ·
Japan ·
Kroatië ·
Luxemburg ·
Malta ·
Marokko ·
Mexico ·
Nederland ·
Nigeria ·
Noord-Ierland ·
Noord-Macedonië ·
Noorwegen ·
Oekraïne ·
Oostenrijk ·
Paraguay ·
Peru · 
Polen ·
Portugal ·
Roemenië ·
Rusland ·
Saarland ·
Schotland ·
Slovenië ·
Slowakije ·
Sovjet-Unie ·
Spanje ·
Tsjechië ·
Tsjecho-Slowakije ·
Tunesië ·
Turkije ·
Uruguay ·
Venezuela ·
Verenigde Arabische Emiraten ·
Verenigde Staten ·
Wales ·
Zuid-Korea ·
Zweden ·
Zwitserland